# Julian (Statthalter)
Julian war um 711 angeblich byzantinischer Statthalter von Ceuta (damals Septem) und eventuell der letzte Exarch von Karthago.
Im Verlauf der islamischen Expansion fiel in der zweiten Hälfte des 7. Jahrhunderts das gesamte byzantinisch beherrschte Nordafrika an die Araber, 698 ging Karthago endgültig verloren. Damit war auch die Geschichte des Exarchats von Karthago beendet. Allerdings soll die Festung Septem weiterhin von den Byzantinern gehalten worden sein.
Arabische Quellen (so Ibn ʿAbd al-Hakam im 9. Jahrhundert) berichten davon, dass der Statthalter von Septem, ein Mann namens Julian, den Arabern bei der Eroberung des Westgotenreichs auf der Iberischen Halbinsel ab 711 Unterstützung mit Schiffen geleistet habe. Er soll sich zuvor mit dem Westgotenkönig Roderich, dessen Herrschaftsanspruch nicht unangefochten war, zerstritten haben. Julian (von Ibn ʿAbd al-Hakam Ilyan bzw. Yulyān genannt) habe Rache nehmen wollen, weil Roderich seine Tochter sexuell begehrt und entehrt habe. Die Position Julians wird aber in den arabischen Quellen unterschiedlich beschrieben: Ibn ʿAbd al-Hakam zufolge unterstand er König Roderich direkt, bei Ibn Chaldūn hingegen erscheint Julian als Herr von Tanger und Sohn des verstorbenen Westgotenkönigs Witiza.
Ohnehin ist der Bericht hinsichtlich Julian bei Ibn ʿAbd al-Hakam offensichtlich mit legendären Elementen angereichert, wie dem sexuellen Übergriff Roderichs und dem anschließenden Racheakt Julians. In späteren arabischen Berichten werden diese Punkte noch weiter ausgeschmückt, wobei Julian nun teils als Rūmī, also Römer (Byzantiner), bezeichnet wird. In der Forschung wurde dennoch viel über seine Person und Rolle bei der arabischen Invasion Hispaniens spekuliert.
Julian wird in der neueren Forschung oft eher als fiktiv betrachtet. Neben den topisch stark ausgeschmückten arabischen Berichten kommt hinzu, dass Julian zwar in diversen Quellen (so auch beispielsweise in der anonymen lateinischen Chronica Gothorum Pseudoisidoriana aus dem 12. Jahrhundert, die sich dabei aber wohl auf arabische Berichte stützt) vorkommt, er jedoch in keiner byzantinischen Quelle erwähnt wird.
Walter Kaegi etwa hält es aber durchaus für denkbar, dass Julian, dessen genaue Amtsposition ungewiss ist, Septem kontrolliert haben mag, allerdings wohl losgelöst von der byzantinischen Reichsverwaltung. Nach 641 ist kein byzantinischer Statthalter von Septem mehr nachgewiesen, das 711 außerdem vollkommen isoliert vom Byzantinischen Reich war. Die Quellenlage zu möglicherweise noch funktionierenden Resten der byzantinischen Herrschaft im gesamten Raum von der hispanischen Ostküste bis nach Marokko für die Zeit um 700 ist ohnehin sehr dünn. Grundsätzlich ist ein wahrer Kern (unabhängig von der Existenz Julians) auch insofern vorstellbar, als dass punktuelle Kollaboration mit den arabischen Eroberern durchaus in den Quellen belegt ist.